# Гвам на Светском првенству у атлетици на отвореном 2019.
Гвам је учествовао на 17. Светском првенству у атлетици на отвореном 2019.  одржаном у Дохи од 27. септембра до 6. октобра петнаести пут. Репрезентацију Гвама представљао је 1 атлетичар који се такмичио у трци на 100 метара,.
На овом првенству такмичар Гвама није освојио ниједну медаљу али остварио најбољи лични резултат сезоне.

## Учесници
Мушкарци:
- Блеу Мајкл Перес — 100 м

## Резултати

### Мушкарци
| Атлетичарка      | Дисциплина | Лични рекорд | Предтакмичење | Предтакмичење | Квалификације       | Квалификације       | Полуфинале          | Полуфинале          | Финале              | Финале       | Детаљи |
| Атлетичарка      | Дисциплина | Лични рекорд | Резултат      | Место         | Резултат            | Место               | Резултат            | Место               | Резултат            | Место        | Детаљи |
| ---------------- | ---------- | ------------ | ------------- | ------------- | ------------------- | ------------------- | ------------------- | ------------------- | ------------------- | ------------ | ------ |
| Блеу Мајкл Перес | 100 м      | 11,26        | 11,48 ЛРС     | 6. у гр. 3    | Није се квалификово | Није се квалификово | Није се квалификово | Није се квалификово | Није се квалификово | 51 / 65 (68) |        |